# Prolasius wheeleri
Prolasius wheeleri är en myrart som beskrevs av Mcareavey 1947. Prolasius wheeleri ingår i släktet Prolasius och familjen myror. Inga underarter finns listade i Catalogue of Life.